# Dicrostonyx richardsoni
Dicrostonyx richardsoni és una espècie de mamífer rosegador de la família dels cricètids. És endèmic del Canadà (Manitoba, Territoris del Nord-oest i Nunavut). El seu hàbitat natural és la tundra, particularment les zones obertes i seques. És una espècie en risc mínim, és a dir, no sembla que hi hagi cap amenaça significativa per a la seva supervivència.
L'espècie fou anomenada en honor del metge i explorador britànic John Richardson.